# Stellan Graaf
Carl Stellan Hampus Sixtensson Graaf, född 16 december 1912 i Skeppsholms församling, Stockholm, död 12 februari 1987, var en svensk advokat.
Efter studentexamen 1930 blev han juris kandidat vid Stockholms högskola 1934, gjorde sin tingstjänstgöring 1935–1936 och anställdes vid Svenska Handelsbankens rättsavdelning i Stockholm 1937. Han var biträdande jurist hos advokatfirman Morssing & Nycander 1938–1946 och var delägare där 1947–1974. Graaf blev ledamot av Advokatsamfundet 1939.
Stellan Graaf var styrelseledamot i Sveriges advokatsamfund 1952–1959, ledamot i dess disciplinnämnd 1964–1974, vice ordförande 1969–1971 och ordförande 1971–1974. Han var biträdande notarius publicus i Stockholm 1939–1947. I tidningar och tidskrifter medverkade han med artiklar i sjörättsliga frågor. Som äldre bodde han i San Remo.
Han var son till kommendörkapten Sixten Graaf och Thyra, ogift Ingelson. Från 1942 var han gift med skådespelaren Margit Manstad. De är alla begravda i Graafs familjegrav i Helsingborg.